# Amulet
Pour le processeur, voir AMULET.
Amulet est une série de bande dessinée américaine pour enfants de Kazu Kibuishi publiée en langue originale par Scholastic, et publiée en français par Akileos.

## Livres
La série est composée de neuf romans graphiques :
1. Book One: The Stonekeeper (janvier 2008)
2. Book Two: The Stonekeeper's Curse (septembre 2009)
3. Book Three: The Cloud Searchers (septembre 2010)
4. Book Four: The Last Council (septembre 2011)
5. Book Five: Prince of the Elves (septembre 2012)
6. Book Six: Escape From Lucien (août 2014)
7. Book Seven: Firelight (février 2016)
8. Book Eight: Supernova (septembre 2018)
9. Book Nine: Waveriver (février 2024)

En France, ils ont été traduits et publiés par Akileos :
1. Le Gardien de la pierre (novembre 2008)
2. La Malédiction du gardien de la pierre (novembre 2009)
3. Les Chercheurs de nuages (novembre 2010)
4. Le Dernier Conseil (octobre 2011)
5. Le Prince des elfes (octobre 2012)
6. L'Évasion (septembre 2014)
7. Feu et Lumière (avril 2016)
8. Super Nova (octobre 2018)
9. Navigateurs (mai 2024)

## Histoire
Après la mort de son mari David dans un accident de voiture, Karen décide d'emmener sa fille Emily et son frère cadet Navin dans une étrange et vieille maison familiale, afin de commencer une nouvelle vie.
En rangeant la maison, Emily trouve une amulette magique dans les affaires de son arrière grand-père Silas, qui est l’ancien propriétaire de la maison qui a disparu il y a très longtemps. Au cours de leur première nuit, la famille découvre une porte menant vers une dimension alternative, et Karen se fait enlever par un monstre, les enfants partent à sa recherche à travers ce monde alternatif nommé Alledia.
Par la suite, Emily et Navin vont se retrouver au cœur d'une prophétie annonçant l'arrivée d'un nouveau gardien de la pierre capable de renverser le tyrannique roi elfe et restaurer la paix d'Alledia, et feront de nombreuses rencontres au cours de leurs aventures,.

## Personnages principaux
- Emily Hayes Jeune fille de douze ans aux cheveux châtain clair, elle est très mâture pour son âge et aide beaucoup sa mère depuis la mort de son père deux ans auparavant, dans un accident de voiture auquel elle a assisté. Elle n'est pas très enchantée à l'idée de déménager et quitter leur ancienne maison, et est plutôt renfermée sur elle-même. Toutefois, Emily est très proche de sa mère et son petit frère, et à un bon fond ; n'hésitant pas à les soutenir et les réconforter, et comprend les raisons qui ont poussé sa mère à partir. Au cours de leur première journée, elle trouve une mystérieuse amulette magique dans l'atelier/bibliothèque de son arrière grand-père Silas, ancien propriétaire de la demeure mystérieusement disparu depuis des années et décrit comme un excentrique par sa mère. Elle garde l'amulette avec elle et découvre qu'elle peut lui parler au cours de leur première nuit. Dans le même temps, sa mère Karen se fait enlever par une créature tapi dans le sous-sol, et disparaît au travers d'une mystérieuse porte. Emily et Navin descendent aussitôt pour lui venir en aide après l'avoir entendu crier, puis traversent à leur tour l'étrange porte, et se retrouvent bloqués dans un univers étrange après la disparition du passage qu'ils ont emprunté. Avec l'aide de son frère Navin, elle va utiliser l'amulette pour retrouver et protéger sa mère. Elle en apprendra également beaucoup sur l' usage et les dangers de sa pierre, ainsi que sur Silas et la prophétie qui fera d'Emily la nouvelle gardienne de la pierre qui sauvera Alledia et restaurer à la paix. Elle sera accompagnée de sa famille et de nombreux compagnons de passage et alliés au cours de sa progression à travers Alledia pour protéger ceux qu'elle aime (à commencer par sa famille). Au fil des tomes, Emily apprendra à utiliser sa pierre et à résister à sa puissance qui, si elle en perd le contrôle, peut la transformer en monstre incontrôlable (ce qui lui arrivera au tome 7 et la transformera en oiseau de feu). Son rôle de gardienne de la pierre la met aux premières loges des différents affrontements émaillant Alledia et font peser d'assez lourdes responsabilités sur ses épaules malgré elle (ce qui inquiète constamment sa mère et ses amis). Emily y est en quelque sorte contrainte par son amulette qui refuse de s'enlever de son cou et lui tient tête au point d'envahir ses rêves, et aussi moralement car elle ne se voit pas abandonner ses nouveaux amis d'Alledia aux mains du roi elfe en ayant conscience de pouvoir y faire quelque chose. Heureusement, elle est soutenue par ses amis et sa famille, qui vont l'aider à tenir le coup tout le long de la série [8].
- Navin Hayes Enfant aux cheveux bruns mi-longs, il est le plus jeune membre de la famille (environ 8 ans, son âge n'étant pas dit explicitement). Il aime les jeux vidéo et les robots, et est d'un naturel curieux. Joyeux et optimiste, Navin s'assure de remonter le moral de sa sœur (et de sa mère) lorsque c'est nécessaire, et aime la voir rire et fait preuve d'une grande complicité avec elle. Il est le seul membre de la famille qui n'a pas vécu l'accident de voiture qui a tué son père, car gardé par des amis de la famille au moment du drame ; de fait, et en raison de son jeune âge à l'époque, il a moins été affecté par la disparition de ce dernier que sa sœur Emily. Après avoir découvert l'atelier/bibliothèque de son arrière grand-père et les nombreuses machines et robots de son invention, il va admirer ce dernier, contre l'avis de sa mère qui ne le cite pas comme un exemple à suivre. Lorsque Emily découvre l'amulette, il va se montrer méfiant envers la pierre et demander à sa sœur de la reposer à sa place, pressentant de nombreux ennuis en perspective, ce qu'elle ne fera pas. Navin suivra Emily lors de l'enlèvement de leur mère et se retrouvera également bloqué à Alledia avec sa sœur. Par la suite, après sa rencontre avec Silas et les robots de la maison Charnon, il deviendra pilote de robots de combat après s'être entraîné à déplacer la maison Charnon (qui est en fait un robot géant). Au fil de la série, il apprendra à piloter de nombreux vaisseaux et aéronefs d'Alledia auprès de Cogsley et Enzo, et se révélera un pilote hors pair pour son âge et un allié stratégique. Il sera également nommé commandant. Comme Emily, il est souvent aux premières loges des combats envers l'armée du roi elfe (d'abord à ses côtés, puis seul avec Cogsley et Alyson, ce qui fait également de lui une source d'inquiétude permanente pour sa mère [8].
- Karen Hayes femme d'une trentaine d'années environ aux cheveux blonds, c'est une mère aimante qui veut ce qu'il y a de mieux pour ses enfants. Après la mort de son mari auquel elle a assisté avec sa fille Emily, elle décide qu'il faut un nouveau départ pour ses enfants, et la famille déménage dans l'ancienne maison de ses grands-parents, inhabité depuis des années. Lors de leur première nuit, Karen entend des bruits bizarres en provenance du sous-sol et y descend tout en interdisant à ses enfants de l'accompagner, pensant qu'il s'agit d'un animal. Elle découvre une première créature étrange, et est enlevée par une seconde se trouvant derrière elle. Ses cris ayant alertés ses enfants, elle est suivie par Emily et Navin qui vont faire de leur mieux pour ne pas la perdre de vue et réussir à la libérer à la fin du tome 1. Karen est toutefois piqué par la créature qui l'a enlevée, et tombe dans un coma dont elle ne sortira qu'à la fin du tome 2, grâce à Emily qui est parti chercher un antidote pour la guérir. Par la suite elle accompagnera ses enfants pour veiller sur eux, jusqu'au tome 5 ou elle restera avec Léon et Miskit à Cielis ou elle y est plus en sécurité qu'ailleurs. Elle rejoint Navin à la fin du tome 7 et restera à ses côtés. Karen est constamment soucieuse envers ses enfants qui sont constamment en train d'affronter de nombreux dangers et qui croulent sous les responsabilités que leur rôles respectifs les obligent à tenir. Toutefois, elle est heureuse de voir ses enfants s'épanouir et se faire des amis, et est consciente que les événements se passant à Alledia et que subit Emily en première loge dépasse son rôle de mère [8].
- Miskit robot ayant l'apparence d'un lapin en peluche rose et blanc de taille humaine, il est l'une des nombreuses inventions de Silas, spécialement créé pour veiller sur le prochain gardien de la pierre. Son apparence est un choix de Silas pour apporter un côté réconfortant et rassurant par sa simple présence, même si le futur gardien de la pierre attendu n'était pas censé être une enfant. C'est un robot très polyvalent et dévoué à ses maîtres, c'est-à-dire Silas dans un premier temps, puis Emily et Navin après la mort de Silas et la passation de pouvoir de gardien de la pierre à Emily. Il est également très soucieux et protecteur envers les deux enfants, tout comme Karen, et les protégera au péril de sa vie. Au tome 3 en voulant aider Cogsley à réparer en vol un moteur de dirigeable endommagé par des vivernes (créatures ailés qui hantent les cumul-nimbus d'Alledia), il est emporté par une de ces créatures avec Cogsley et ne réapparaîtra qu'au cours du tome 4 après avoir été sauvé par Vigo. Par la suite, il restera à Cielis pour tenir compagnie à Karen et Léon, avant de rejoindre Navin au tome 7.
- Cogsley robot jaune et rouge, il est également l'un des robots créé par Silas pour réparer, entretenir et piloter la maison Charnon auquel il est très attaché. D'un naturel râleur et caustique, il émet des doutes sur les capacités des deux enfants à les commander et à assumer toutes les responsabilités qui incombent à eux deux. Toutefois, Cogsley va rapidement reconnaître qu'Emily et Navin s'adaptent rapidement à leur nouvel environnement et aux tâches qui leur sont imposées, bon gré malgré. Il va également former Navin au pilotage de la maison Charnon au cours du tome 2, constatant qu'il se débrouille bien pour piloter des engins. Au tome 3, Cogsley est contraint de grimper sur une aile de dirigeable en plein vol pour réparer un moteur endommagé, et se fait happer par une viverne en entraînant avec lui Miskit (qui était chargé d'assurer sa sécurité avec une corde). Tout comme son compagnon d'infortune, il est sauvé par Vigo au tome 4 et retrouve Emily et Navin. Par la suite, il restera avec Emily et l'équipage du Papillon-Lune.
- Léon Redbear jeune homme-renard chasseur de primes, il deviendra un allié et compagnon d'Emily au tome 3. Son apparence animale est due à une antique malédiction qui touche une grande partie des habitants de Kanalis, sa ville natale. Il est plutôt agile et diplomate, et semble connaître chaque événement où rumeur circulant dans sa ville, ainsi que les réseaux d'alliés et de résistants opposés au roi elfe. Il sait également se battre quand il le faut, et porte une épée accrochée dans son dos. Léon rencontrera Emily sur le marché de Kanalis après lui avoir discrètement sauvé la vie d'un soldat elfe embusqué, mais fera mauvaise impression auprès de Miskit en révélant qu'il est chasseur de primes et après s'être fait battre par un garde elfe en s'interposant entre ce dernier et une femme et son enfant. Toutefois, Emily decide d'accepter qu'il s'allie à eux contre l'avis de Miskit. Il aidera le groupe à quitter Kanalis et Emily et Miskit à trouver le fruit de Gadoba pour soigner Karen. Au cours de ce périple, Léon expliquera à Emily comment se servir de sa pierre ainsi que la malédiction qui pèse sur les épaules de chaque gardien de la pierre. Il révélera à Emily qu'il les accompagne pour honorer la mémoire de son père (selon ses termes), mort lors de l'évasion de l'actuel roi elfe des années plus tôt, et pour détruire ce dernier. Par la suite, il s'avérera un compagnon de route agréable et dévoué à la cause qui les unit tous, et ses choix seront suivis malgré quelques réticences de Miskit et Karen. Avec Trellis, il poursuivra la formation d'Emily à l'utilisation de la pierre jusqu'au tome 5. Par la suite, il restera à Cielis avec Karen et Miskit, avant de rejoindre Navin à la fin du tome 7.
- Trellis elfe adolescent et rebelle, il est le fils de l'actuel roi elfe et porteur d'une pierre comme Emily. Il porte une balafre à son œil gauche. Ce dernier ne voit en Trellis qu'une source de déception et d'ennuis, et ne cesse de le mettre à l'épreuve pour qu'il lui prouve sa loyauté. Au tome 1, une de ses missions consistait à approcher Emily pour lui demander de s'allier au roi, ou de la tuer dans le cas contraire, mais il lui désobéit, et sauve la mère d'Emily par la même occasion. Il va proposer à Emily de s'allier avec lui pour renverser son père, mais celle-ci ne sachant pas encore qu'il est le fils du roi elfe, elle le repousse et manque même de le tuer. Au tome 2, afin d'éviter de perdre sa crédibilité auprès de son père et rattraper le fiasco de sa dernière mission, il est contraint de recommencer à zéro; en étant cette fois-ci accompagné de Luger, bras droit du roi chargé de veiller au bon déroulement de sa mission, quitte à tuer Trellis sur ordre du roi s'il échoue une nouvelle fois. Trellis sera contraint d'obéir à son père en attendant de trouver une occasion d'échapper à Luger. Après avoir trouvé Emily, Miskit et Léon, il va tirer dans le dos de Luger; mais ce dernier va laisser sa pierre prendre le contrôle et faire de lui un géant qu'Emily et ses amis battrons de justesse. Après ce combat au début du tome 3, il retrouve Luger affaibli et dépourvu de sa pierre, détruite par Emily dans le tome précédent. Leur échec commun fait d'eux des parias et traîtres recherchés, et les contraignent à se cacher jusqu'à la ville de Nautilus, où ils vont à la fois se faire attraper par les gardes du roi, et rejoindre Emily et son groupe. Par la suite, Trellis va expliquer à Emily qu'il veut tuer son père car il est en réalité mort depuis des années et possédé par sa pierre, et est en quête de ses propres souvenirs qui lui ont été enlevés par son père. Il apprendra par la suite que Luger est en réalité son propre frère aîné, que son père lui a effacé la mémoire pour l'empêcher d'accéder au trône après avoir découvert le secret du roi, et que sa cicatrice à l'œil lui est dû. Il aidera beaucoup Emily en étant à ses côtés et gagnera progressivement la confiance de Miskit, Cogsley et Léon par ses actions, et fera souvent des missions en petit groupe à ses côtés.
- Luger elfe bras droit du roi elfe, il est présenté comme quelqu'un d'inflexible et de très attaché au respect des ordres du roi. Il accompagnera Trellis au tome 2 pour mener à bien sa mission, ou le tuer s'il échoue. Il est trahi à la dernière seconde par Trellis, qui lui tire dans le dos et provoque une diversion permettant à Emily de s'échapper. Luger laisse alors la pierre prendre le contrôle de lui-même pour les tuer, le transformant ainsi en géant; mais il est battu par Emily, qui s'est servi de sa pierre pour transformer la maison Charnon en robot de combat géant. Sa pierre est détruite par Emily. Il est recueilli par Trellis, affaibli et accablé à l'idée du sort que le roi lui réserve pour avoir échoué dans sa mission, et tous deux se rendent discrètement à Nautilus. Ils se font tous deux attraper par des gardes elfes dans un bar, dans lequel Emily recherche un hypothétique pilote de dirigeable pour se rendre à Cielis. Celle-ci les sauve et les intègrent à leur groupe contre l'avis des autres. Depuis la perte de sa pierre, Luger à radicalement changé et est devenu plus affable envers tout le monde, notamment envers Trellis auprès duquel il éprouve une certaine affection, sans qu'il ne se l'explique. Il apprendra à la fin du tome 3 en même temps que Trellis, qu'ils sont frères et qu'on lui a effacé la mémoire. À la suite de cette révélation, un lien va se créer au fil des tomes, entre Trellis et lui, et ils seront très souvent ensemble. Ce sera un compagnon discret et serviable pour les autres membres du groupe. Il est également très bon cuisinier.
- Enzo homme-chat gris tigré natif de Kanalis, bourru et avec un certain embonpoint, il est pilote de dirigeable et capitaine du Papillon-Lune. Enzo aurait un jour aperçu la légendaire ville de Cielis, une île volante dont personne ne croit en l'existence; ce qui est sujet de railleries des autres pilotes envers lui chaque fois que le nom de Cielis est évoqué, et le met dans l'embarras. À cause de ça, la plupart des gens qu'il fréquente le prennent pour un fou, à l'exception de son frère cadet Rico; de fait, il préfère faire la sourde oreille pour ne pas attirer l'attention sur lui. Aussi, lorsque Emily, Miskit et Léon recherchent un pilote pour Cielis dans le bar ou il se repose, il choisit de les ignorer dans un premier temps, puis de les décourager à l'idée de chercher Cielis. Après une intervention de Rico et examen des éléments en possession de Léon pour se rendre à Cielis, Enzo se laisse convaincre et les suit, après qu'Emily ait empêché Trellis et Luger de se faire attraper par l'armée du roi. Enzo sera le pilote officiel du groupe, et apprendra également à Navin (non sans réticence vu son âge) à tenir la barre du Papillon-Lune, ce qui leur sauvera la vie à un moment donné.
- Rico homme-chat gris tigré natif de Kanalis, aussi maigre que son frère aîné Enzo est gros. Il travaille sur le papillon lune comme mousse, et est la seule personne à croire en Enzo. Son intervention au bar a permis à Emily de trouver un dirigeable pour Cielis, de fait, il suit Emily tout comme Enzo. Il est plutôt discret et s'occupe des tâches subalternes du dirigeable sous les ordres de son frère comme la lessive ou cuisiner (ce qu'il ne sais pas faire). Il est souvent secondé aux cuisines par Karen et Luger.
- Vigo vieil homme barbu d'une soixantaine d'années environ et gardien de la pierre, il a été membre du conseil des gardiens à Cielis avant d'en partir. Depuis, il vit sur une petite île isolée. Vigo a également connu Silas, l'arrière grand-père d'Emily, et était un de ses amis proche. C'est auprès de lui qu'il a réalisé la dangerosité des pierres et compris leur vrai nature, ainsi que celle du conseil des gardiens, dont leurs jugements étaient faussés par la peur et leur trop grande confiance en leur pierres respectives. Après ces révélations puis le renvoi de Silas, Vigo n'a plus souhaité être membre du conseil et à démissionné. Il a également perdu son fils au cours de son existence, en partie à cause des pierres, et en éprouve un grand chagrin. Dans le tome 4, après avoir retrouvé et sauvé Miskit et Cogsley qui avait été enlevés par des vivernes, il rejoint Emily à Cielis pour la sauver de l'emprise de Max, qui a pris le contrôle de Cielis et du conseil des gardiens. Vigo aidera également Emily à utiliser sa pierre et restera à ses côtés pour la mettre en garde sur les dangers à éviter quand elle l'utilise, et à ne pas faire confiance en sa pierre. Il veille sur elle et la protège de son destin comme si elle était sa propre fille ou petite-fille.

## Adaptation cinématographique
Warner Bros et Will Smith ont pour projet de faire une adaptation en film de la série.

## Prix
- 2017 :  Prix Sproing du meilleur album étranger